# Angolesos al Brasil
Els angolesos al Brasil són una comunitat petita però recognoscible consistent en immigrants i expatriats d'Angola. Hi ha un nombre estimat de 1.125 ciutadans angolesos registrats al Brasil. La majoria dels ciutadans angolesos al país són estudiants o tenen permís de treball.
A més de la modesta quantitat d'expatriats angolesos que actualment resideixen al Brasil, milions d'afrobrasilers tenen considerable ascendència angolesa com a resultat del comerç atlàntic d'esclaus que va enviar molts esclaus d'Angola a Brasil.